# Priam-Pierre du Chalard
Priam-Pierre du Chalard (Bordéus, 1590 — ?) foi um oficial da marinha e diplomata francês do século XVII. Foi conselheiro do rei Luís XIII de França, intendente das fortificações da Borgonha, governador da torre de Cordouan no estuário da Gironda, "chef d'escadre (lit.: "chefe de esquadra") dos navios do rei na costa de África" e embaixador do rei em Marrocos.

## Biografia
Era filho de um gentil-homem da corte do rei de Navarra, cuja família era originária do Limusino e de Marche. Descrito como sendo um homem de "condição e de espírito muito gentil", ingressou na Marinha Real. Em 1619 comandou ou já tina comandado um guarda-costas da Guiena e dois navios de Olonne-sur-Mer. Em 1627-1627, está no cerco de La Rochelle, durante as guerras religiosas francesas.
Efetuou várias expedições ao largo das costas do Norte de África, na companhia de Isaac de Razilly. A primeira teve lugar em 1631, durante a qual capturou quatro navios corsários, bombardeou a cidade de Salé e libertou 240 cativos franceses "desfigurados, descarnados, todos a morrer de fome". Nessa ocasião concluiu em 14 de setembro de 1631 um tratado de paz entre os reis de França de Marrocos, Mulei Ualide. Em 1635 comandou outra expedição, à frente de duas pequenas embarcações e um patacho, durante a qual assinou um terceiro tratado com os saletinos em 18 de julho, e resgata destes 215 escravos cristãos.
Foi casado com  Élisabeth Le Prévost de La Coutelaye (1615–1690).